# Vitomir Voetov

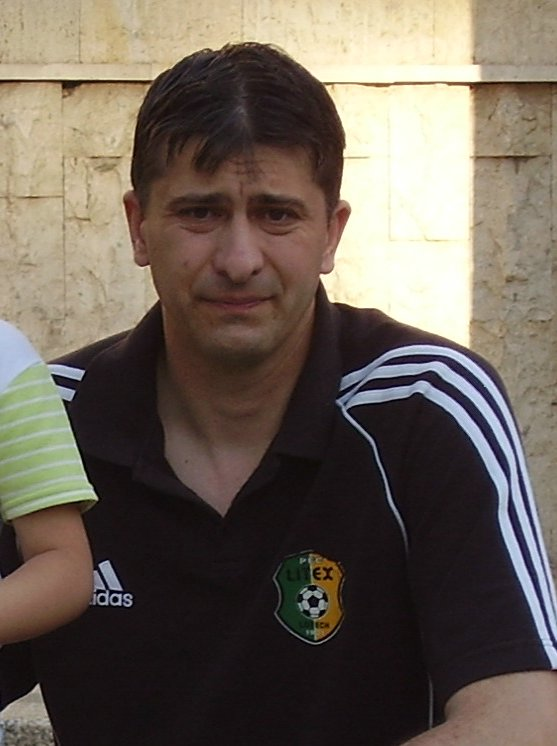

Vitomir Christov Vutov (Bulgaars: Витомир Христов Вутов) (Mezdra (Oblast Vratsa), 22 november 1971) is een Bulgaarse voetbaldoelman die sinds 1994 voor de Bulgaarse eersteklasser Liteks Lovetsj speelt. Voordien speelde hij voor PFC Lokomotiv Mezdra. 

## Carrière
- 1982-1990: PFC Lokomotiv Mezdra (jeugd)
- 1991-1993: PFC Lokomotiv Mezdra
- 1994-  nu : Liteks Lovetsj